# Chiwere
Chiwere (imenovan tudi Iowa–Otoe–Missouria ali Báxoje-Jíwere-Nyútʼach) je siouanski jezik, ki so ga prvotno govorili narodi Missouria, Otoe in Iowa, ki so izvirali iz regije Velikih jezer, kasneje pa so se preselili po Srednjem zahodu in ravnicah. Jezik je tesno povezan z jezikom Ho-chunkom, znanim tudi kot Winnebago.
Evropski krščanski misijonarji so Chiwere prvič dokumentirali v 1830-ih, vendar od takrat ni bilo objavljenega veliko gradiva o jeziku. Chiwere je po razširjenem stiku z evropskimi Američani v 1850-ih doživel stalen upad, do leta 1940 pa se je jezik skoraj popolnoma prenehal govoriti.
"Tciwere itce" (v narečju Otoe) in "Tcekiwere itce" (v narečju Iowa) se prevajata kot "govoriti domače narečje". Ime "Chiwere" naj bi izviralo iz srečanja osebe z neznancem v temi. Če bi neznanec v temi izzval osebo, naj se identificira, bi ta oseba lahko odgovorila "Jaz sem Tci-we-re" (Otoe) ali "Jaz sem Tce-ki-we-re" (Iowa), kar se prevaja kot "Pripadam ljudem te dežele" ali "Pripadam tistim, ki prebivajo tukaj".